# Kochankowie z klasztoru Valldemosa (opera)
Kochankowie z klasztoru Valldemosa – opera Marty Ptaszyńskiej, której tematem jest związek Fryderyka Chopina i George Sand. Libretto na podstawie własnego dramatu napisał Janusz Krasiński.
Prapremiera opery odbyła się w Teatrze Wielkim w Łodzi w roku 2010 (Roku Fryderyka Chopina) w reżyserii Tomasza Koniny.
W libretcie wykorzystano oryginalne listy Fryderyka Chopina z Majorki do Juliana Fontany i fragmenty książki George Sand „Un hiver a Majorque”.

## Źródła
- Program opery [pdf] na stronie www.e-teatr.pl
- Obsada premiery w bazie e-teatr